# Le Tueur du dimanche
Pour plus de détails, voir Fiche technique et Distribution.
Le Tueur du dimanche est un téléfilm français réalisé par José Giovanni et diffusé dans le cadre de la série télévisée Série noire le 31 mars 1985 sur TF1.

## Synopsis
À Genève, un tueur en série assassine chaque dimanche une femme. La police peine à établir le profil du suspect et le commissaire Kramer piétine. Il va recevoir l'aide inattendue d'un ouvrier de fonderie (Rufus) qui se retrouve mêlé par le hasard à ces différents crimes.

## Fiche technique
- Titre français : Le Tueur du dimanche
- Réalisation : José Giovanni
- Scénario : José Giovanni d'après son roman éponyme
- Musique : Louis Crelier
- Pays d'origine : France
- Format : Couleurs
- Genre : Policier, thriller
- Date de sortie : 1985

## Distribution
- Rufus : Léopold
- Georges Wod : le commissaire Kramer
- Sophie Ladmiral : Sophie
- Jean-Pol Dubois : le docteur Muler
- Rodolphe Ittig : Fernand
- Michel Voïta : l'inspecteur Gallay
- André Tissot : l'inspecteur Rey
- Jacques Michel : l'inspecteur Deltaz
- Gilbert Isnard : un inspecteur
- Florence Raguideau : Magalie
- Jean Schlegel : l'inspecteur Vetroz
- Teco Celio : l'inspecteur Vanney
- Michel Cassagne : Bauknecht
- Pierre Arbel : un inspecteur
- Louis Voss

## Autour du téléfilm
- L’acteur suisse Teco Celio apparaît dans trois autres épisodes de la série : Noces de soufre en 1984, Le Cimetière des durs en 1987 et La Louve en 1988.
- Il s’agit de la troisième collaboration entre l’acteur Rufus et le réalisateur Jose Giovanni, après les films policiers Un aller simple et Où est passé Tom en 1971 et avant les téléfilms Crime à l'altimètre en 1996 et Mon père, il m'a sauvé la vie en 2000.

## Source
- Claude Mesplède  et Jean-Jacques Schleret (Éd. rév. de: SN, voyage au bout de la Noire), Les auteurs de la Série noire, 1945-1995, Nantes, Joseph K, coll. « Temps noir », 1996, 627 p. (ISBN 978-2-910-68611-6, OCLC 300207570), p. 590.